# Oribotritia aokii
Oribotritia aokii är en kvalsterart som beskrevs av Sandór Mahunka 1987. Oribotritia aokii ingår i släktet Oribotritia och familjen Oribotritiidae. Inga underarter finns listade i Catalogue of Life.